# Hans et Parkie
Hans, né vers 1785 à Ceylan et mort le 6 janvier 1802 à Paris, et Parkie (aussi appelée Marguerite), née vers 1785 à Ceylan et morte à Paris le 15 mars 1817, était un couple d'éléphants asiatiques.
Ils sont célèbres pour avoir été les premiers éléphants présentés à la ménagerie du Jardin des plantes de Paris. Ils restent aujourd'hui parmi les animaux qui ont fait les temps forts du parc. Le mâle Hans est naturalisé et visible au muséum d'histoire naturelle de Bourges,.

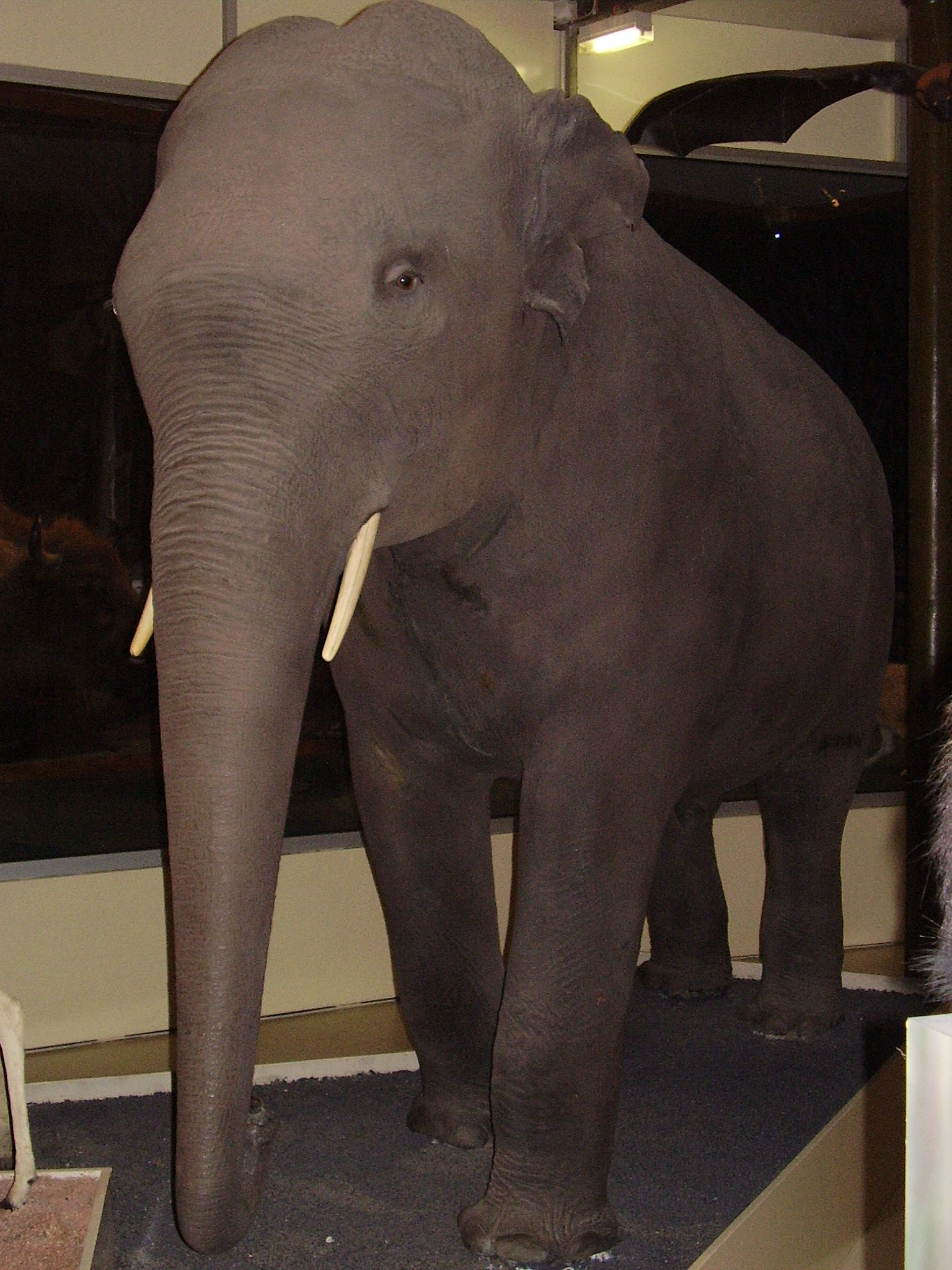
Hans, l'éléphant naturalisé par Louis Dufresne, spécimen 1931.1.18, né au Sri Lanka vers 1785, mort à Paris en janvier 1802, muséum d'histoire naturelle de Bourges.

## Histoire

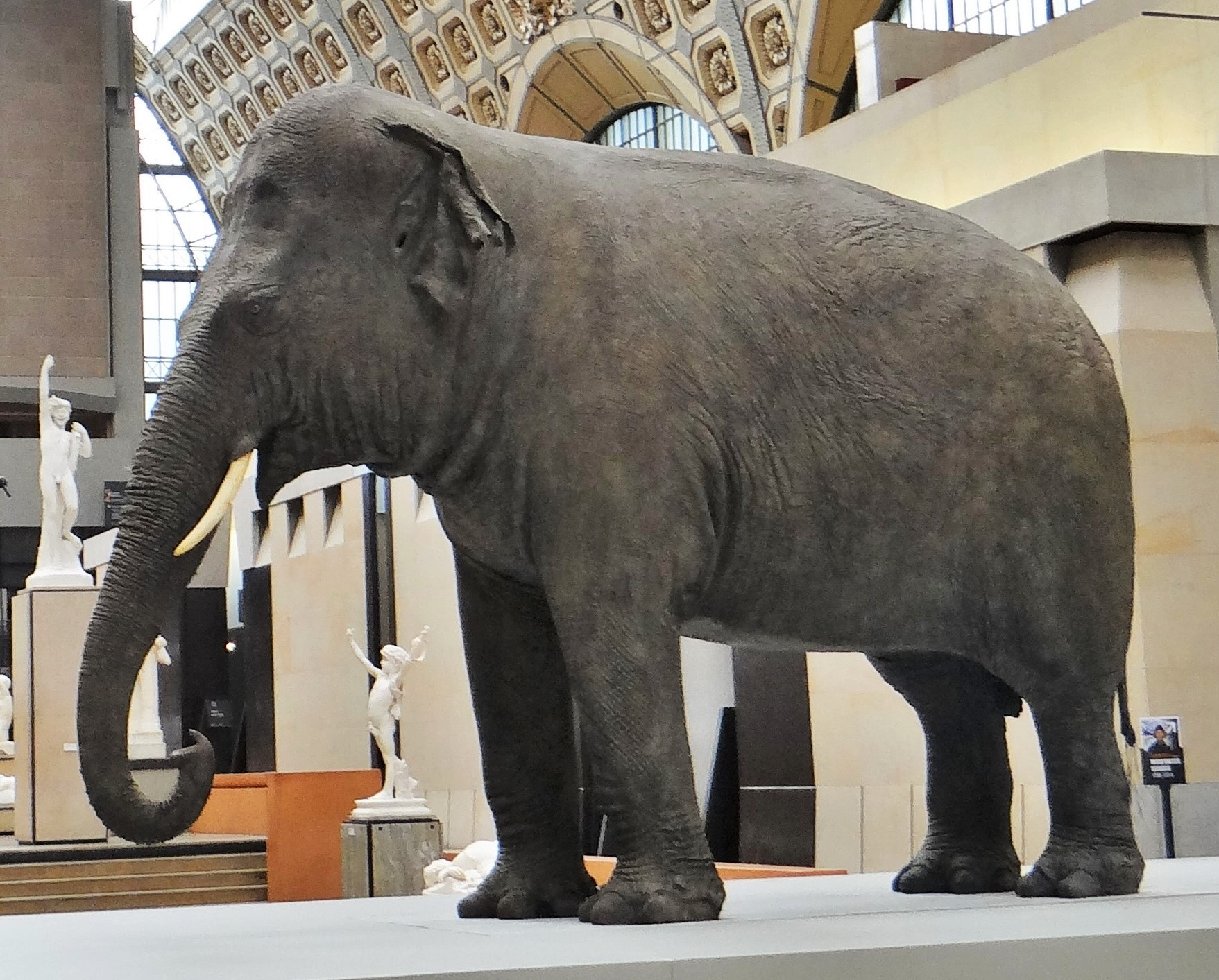
Parkie exposée temporairement au musée d'Orsay en 2021.

Nés tous les deux à Ceylan (actuel Sri Lanka) dans le milieu naturel, ils sont capturés dans la région de Negombo, au cours d'une chasse impliquant un kraal, en décembre 1785. Ils sont embarqués sur l'Utrecht, un navire de la Compagnie néerlandaise des Indes orientales pour être offerts au stathouder de Hollande Guillaume V d'Orange-Nassau,. Ils arrivent à La Haye le 28 juin 1786. Ils sont dans un premier temps dirigés vers la ménagerie de Het Kleine Loo, à Voorburg, avant d'intégrer celle que le stathouder entretient au château de Het Loo, à Apeldoorn. Quasiment apprivoisés, ils vivent dans l'entourage du prince, certaines anecdotes rapportant même qu'ils parcourent les salles du palais.
Après la bataille de Fleurus, les Provinces-Unies sont envahies par les armées françaises et Guillaume V s'enfuit. La Commission temporaire des arts décide l'envoi d'une mission en Hollande pour définir quelles parties du patrimoine du stathouder pourrait être confisquées par la France. Le géologue Barthélémy Faujas de Saint-Fond et le botaniste André Thouin en font partie. Ils quittent Paris le 3 septembre 1794. Ils organisent le transfert du très riche et très célèbre cabinet d'histoire naturelle de Guillaume V vers le Muséum de Paris mais s'intéressent aussi aux animaux vivants de la ménagerie de Het Loo, à commencer par les deux éléphants. Ils représentent une chance pour la toute nouvelle ménagerie du Jardin des plantes. Le transfert des deux pachydermes ne se fera néanmoins pas sans difficulté puisqu'il ne faudra pas moins de trois tentatives pour y parvenir. Les deux premières échouent par manque de préparation et en raison des manifestations de colère du mâle,. Finalement, le 25 septembre 1797, le couple de pachydermes commence son voyage vers Paris et arrive au Jardin des plantes le 20 mars 1798, après un voyage hivernal très éprouvant pour les deux animaux.
Le public se montre vite enthousiaste et vient visiter en nombre l'enclos aux éléphants. Ils sont dessinés et des auteurs écrivent leur biographie. L'engouement est tel qu'on organise même un concert des musiciens du Conservatoire à leur intention, notamment pour expérimenter l'influence de la musique sur leurs mœurs. Le programme inclut des morceaux de Gluck (Iphigénie en Tauride) mais aussi des airs à la mode, notamment le Ah ! ça ira,,.
Hans décède le 6 janvier 1802 d'une pneumonie. Les récits des contemporains parlent des larmes que verse Parkie en voyant le cadavre de son compagnon. L'observation est sans doute exacte ; la conscience de la mort chez les éléphants étant bien documentée. Parkie reste seule mais on tente de lui trouver un compagnon, un autre éléphant mâle et même un chameau. Elle est installée dans la « rotonde des animaux paisibles », inaugurée en 1815 pour abriter de grands mammifères. Elle meurt le 15 mars 1817.

## Naturalisation

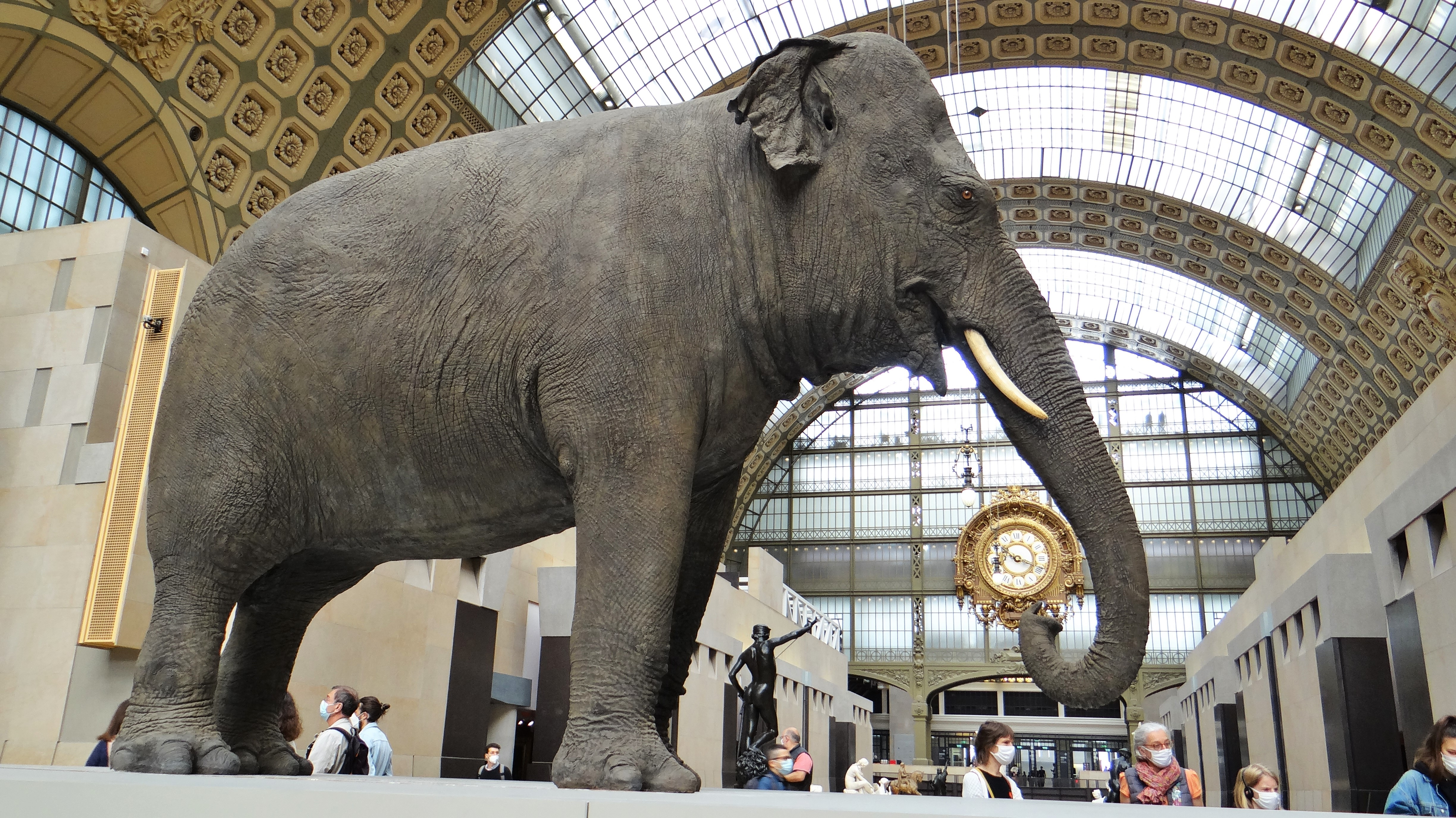
Autre vue.

À sa mort, Hans est disséqué par Georges Cuvier, qui utilisera les résultats de l'opération dans la partie consacrée aux éléphants de sa Recherche sur les ossemens fossiles. Il est naturalisé en 1803, opération de grande envergure à l'époque. Il s'agit de la plus ancienne naturalisation d'éléphant encore existante en France et sans doute la seconde au monde après l'éléphant d'Asie conservé au Musée national des sciences naturelles de Madrid. Le spécimen naturalisé est transféré en juillet 1931 au muséum d'histoire naturelle de Bourges et fait alors partie d'un groupe de vingt-huit spécimens donnés par le Muséum national d'histoire naturelle. Restauré en 1989, il y est toujours visible.
Parkie, en 1817, est à son tour disséquée et naturalisée. La naturalisation est toujours conservée au Muséum national, mais n'est pas présentée au public, sauf en 2021, dans le cadre de l'exposition « Les origines du monde. L'invention de la nature au XIXe siècle » au musée d'Orsay.